# 西拉克
西拉克，是匈牙利诺格拉德州所辖的一个村。总面积19.09平方公里，总人口1129，人口密度59.1人/平方公里（2011年1月1日）。